# Upp till tretton
Upp till tretton var ett radioprogram som sändes i Sveriges Radio P3 mellan 1970 och 1992, samt i ett extraprogram 30 oktober 2011. Programledare var, med undantag för enstaka sändningar, Ulf Elfving.
Producenten Mona Hanning hade läst en insändare av två flickor som ville ha ett radioprogram likt lördagsmorgnarnas Ring så spelar vi men riktat till barn. Hon fick göra ett provprogram under våren 1970 och sen hade programmet premiär onsdag 2 september 1970 i P3. Programmet var direktsänt och barnen ringde in till en telefonsluss. Några kom fram till programmet och fick småprata med programledaren, svara på en tävlingsfråga, hälsa och fick en önskelåt uppspelad. Hade de rätt på frågan vann de en LP-skiva. Den första hösten kom det in 85-90 samtal per program och i varje avsnitt som var 45 minuter kom 6-7 samtal fram till programledaren. För att förenkla urvalet fick barnen skriva in till programmet från och med vårsäsongen 1971.
Programmets signaturmelodi var Darlin' Jill av den amerikanske orkesterledaren Hugo Montenegro.
Mark Levengood gjorde sin debut som programledare i svensk media som inhoppare för Ulf Elfving 1991.